# Matías Galarza
Matías Alejandro Galarza (San Isidro, 4 maart 2002) is een Argentijns voetballer die sinds 2022 uitkomt voor KRC Genk. Galarza speelt op de positie van verdedigende middenvelder.

## Clubcarrière

### Argentinos Juniors
Galarza sloot zich op zesjarige leeftijd aan bij de jeugdopleiding van River Plate, maar stapte een jaar later al over naar Argentinos Juniors. Op 11 december 2021 maakte hij zijn officiële debuut in het eerste elftal van de club: in de competitiewedstrijd tegen Club Atlético Sarmiento (2-0-winst) liet trainer Gabriel Milito hem in de 36e minuut invallen voor de geblesseerde Fausto Vera. In deze wedstrijd bood hij Gabriel Ávalos de assist voor de 2-0 aan. Galarza speelde uiteindelijk 26 wedstrijden in het eerste elftal van Argentinos Juniors: naast 24 competitiewedstrijden, waarin hij eenmaal scoorde, speelde hij ook twee bekerwedstrijden.

### KRC Genk
In augustus 2022 ondertekende hij een vierjarig contract bij de Belgische eersteklasser KRC Genk. Galarza kon ook rekeken op interesse van New York Red Bulls, maar de Argentijn verkoos een overstap naar Genk, de club waar zijn idool Kevin De Bruyne ooit doorbrak. Op 14 augustus 2022 mocht hij officieel debuteren voor Genk: in de uitwedstrijd tegen Zulte-Waregem (1-4-winst) viel hij in de 84e minuut in voor Mike Trésor. Galarza kende een moeilijk eerste seizoen bij Genk waarin hij veel last ondervond van de aanpassing aan een nieuwe cultuur. Daarnaast werd hij tot twee keer toe, om disciplinaire redenen, teruggezet naar de B-kern van Genk.  In het seizoen 2023/24 wist Galarza hoofdcoach Wouter Vrancken dan toch te overtuigen van zijn kwaliteiten. Hij werd vaker en vaker als basispion gebruikt in het eerste elftal. Op 16 september 2023 scoorde hij zijn eerste doelpunt voor KRC Genk, in de wedstrijd tegen Union Sint-Gillis zette hij de 0-2 eindstand op het bord.

## Statistieken
| Seizoen | Club               | Land                | Competitie       | Competitie | Competitie | Beker | Beker | Internationaal | Internationaal | Totaal | Totaal |
| Seizoen | Club               | Land                | Competitie       | Wed.       | Dlp.       | Wed.  | Dlp.  | Wed.           | Dlp.           | Wed.   | Dlp.   |
| ------- | ------------------ | ------------------- | ---------------- | ---------- | ---------- | ----- | ----- | -------------- | -------------- | ------ | ------ |
| 2021    | Argentinos Juniors | Vlag van Argentinië | Primera División | 1          | 0          | 0     | 0     | 0              | 0              | 1      | 0      |
| 2022    | Argentinos Juniors | Vlag van Argentinië | Primera División | 23         | 1          | 0     | 0     | —              | —              | 23     | 1      |
| 2022/23 | KRC Genk           | Vlag van België     | Eerste klasse A  | 8          | 0          | 1     | 0     | —              | —              | 9      | 0      |
| 2023/24 | KRC Genk           | Vlag van België     | Eerste klasse A  | 5          | 1          | 0     | 0     | 6              | 0              | 11     | 1      |
| Totaal  | Totaal             | Totaal              | Totaal           | 37         | 2          | 1     | 0     | 7              | 0              | 45     | 2      |

Bijgewerkt op 22 september 2023.